# Việt Cơ
Việt Cơ (chữ Hán: 越姬), họ Tự (姒氏), công chúa nước Việt, là một phi tần của Sở Chiêu vương. Câu chuyện bà tự sát trước khi Sở Chiêu vương mất được tán dương là liệt nữ, được chép vào thiên Tiết nghĩa (節義) của Liệt nữ truyện.

## Câu chuyện
| “                                     | 周楚昭王姬姒氏。越王勾践女也。昭王与蔡越二姬游而乐。约同生死。蔡姬愿从。越姬未之许。及王病危。越姬请以身祷。先驱狐狸于地下。王止之。越姬曰。昔者妾虽不言。心已许之矣。妾闻信者不负其心。义者不虚设其事。妾死王之义。不死王之好也。遂自杀。传载楚子以将相为股肱。不忍移害。越姬大其言。愿从君死。吕坤曰。贤哉越姬。不可及矣。柔情昵好。生死为轻。此淫邪者之童心耳。越姬不死于情。而死于义。不死于言。而死于心。岂非贞信君子哉。 . Thời nhà Chu, Sở Chiêu vương có một phi tần họ Tự, con gái Việt vương Câu Tiễn. Có một lần, Sở Chiêu vương cùng Việt Cơ và Thái Cơ du ngoạn, khi đang rất cao hứng, thì Chiêu vương quay sang hai vị thiếp, muốn cùng hai người ước định rằng đồng sinh đồng tử. Thái Cơ ưng thuận, còn Việt Cơ không chịu. Về sau, Sở Chiêu vương lâm bệnh hấp hối, Việt Cơ liền thỉnh cầu tự mình đi cầu nguyện, nguyện ý muốn chết trước Chiêu vương, để xuống phía dưới địa phủ trước đuổi đi nhóm hồ ly cho Chiêu vương đi qua. Chiêu vương nói nàng không cần như vậy, Việt Cơ lại nói:"Khi trước thiếp không nói gì về chuyện hẹn ước, chính là vì trong lòng đã đáp ứng từ lâu rồi. Thiếp nghe cổ nhân nói, người có thể giữ chữ tín, tức là sẽ không lừa gạt cái tâm của chính mình. Người có nghĩa khí, quyết sẽ không vì lợi ích mà hành sự. Hiện tại tiếp chết, là để báo đáp nghĩa khí đối với quân thượng!". Sau đó, Việt Cơ liền tự sát. | ” |
| — Liệt nữ truyện - "Sở Chiêu Việt Cơ" | |   |